# Georg Brauchle
Georg Brauchle (* 29. August 1915 in München; † 23. April 1968 ebenda) war ein deutscher Kommunalpolitiker der CSU. Von 1960 bis zu seinem Tod 1968 war er unter Oberbürgermeister Hans-Jochen Vogel (SPD) Zweiter Bürgermeister von München.

## Leben
Der Sohn des Münchner Sattlermeisters Georg Brauchle sen. besuchte ab 1926 das Maximiliansgymnasium in München und legte hier 1935 das Abitur ab, unter anderem mit Franz Josef Strauß und Johanna Lenz.

## Wirken
Brauchle war während seiner Amtszeit einer der wichtigsten Befürworter der Bewerbung der Landeshauptstadt um die Olympischen Sommerspiele 1972. Als München im April 1966 vom Internationalen Olympischen Komitee (IOC) mit der Ausrichtung der Spiele betraut wurde, setzte er sich für die beschleunigte Umsetzung eines neuen Verkehrskonzeptes, darunter den Bau der S-Bahn und der U-Bahn, im Rahmen der Olympiaplanungen ein.
Brauchle starb in einem Münchner Krankenhaus an den Folgen eines Unfalls, der sich am 7. April 1968 auf der Autobahn Karlsruhe–Stuttgart bei Friolzheim ereignet hatte. Dabei starb auch der ehemalige Frankfurter Oberbürgermeister Werner Bockelmann. Brauchle wurde auf dem Ostfriedhof in München begraben.
Zu Brauchles Nachfolger wurde Hans Steinkohl gewählt.

## Ehrungen
In Erinnerung an die Verdienste Brauchles wurde 1971 in München, unweit des Olympiageländes, ein Teil bzw. eine Fortsetzung des Mittleren Rings nach ihm benannt, siehe Georg-Brauchle-Ring. Seit 2003 gibt es am Georg-Brauchle-Ring auch einen U-Bahnhof mit demselben Namen. Ebenfalls nach ihm benannt ist das Georg-Brauchle-Haus, ein Wohnstift im Münchner Stadtteil Perlach.
Weitere Auszeichnungen:
- Gregoriusorden, Kommandeurkreuz 1961
- Orden von Oranien-Nassau, Kommandeurkreuz 1962
- Order of the British Empire, Kommandeurkreuz (C.B.E.) 1963